# Nolana leptophylla
Nolana leptophylla es una de las 49 especies del género Nolana, familia de las solanáceas (Solanaceae) presentes en Chile. Esta especie en particular es endémica con una distribución limitada en el borde costero de la Región de Antofagasta y la Región de Atacama en Chile.

## Nombres vernáculos
Esta especie es conocida simplemente como 'Sosa', al igual que varias otras especies del género. 

## Importancia
Constituye una de las flores emblemáticas que aparecen durante la floración del fenómeno denominado Desierto florido. 
Esta especie endémica ha sido descrita en Cobija en la región de Antofagasta y en Carrizal en la región de Atacama.
Es considerada una planta con poco valor ornamental.

## Amenazas
Una de las principales amenazas de esta especie la constituyen factores antrópicos como la urbanización y ocupación del borde costero, por acción antrópica por el turismo y colecta de flores. Otra amenaza la constituye el pastoreo de ganado caprino y mular en el área.